# Goniorrhina angolensis
Goniorrhina angolensis är en skalbaggsart som beskrevs av Marc Lacroix 2003. Goniorrhina angolensis ingår i släktet Goniorrhina och familjen Melolonthidae. Inga underarter finns listade i Catalogue of Life.